# Georges Yatridès
Georges Yatridès, né le 5 mars 1931 à Grenoble et mort le 28 novembre 2019 à Saint-Marcellin, est un peintre de nationalité franco-américaine.
Son travail est méconnu dans son pays d'origine mais est présent dans de nombreuses collections privées d'Amérique du Nord,,.

## Biographie
À 15 ans, il commence à explorer l’école fauve, réalisant ses premiers tableaux sur bois, n'ayant pas comme beaucoup de peintres à l'époque les moyens de s'acheter des toiles sur châssis. À 17 ans il part pour la Grèce, son beau-père étant nommé vice-consul de France à Salonique. Puis il le suit au Congo. Ces voyages lui permettent d’étudier l’art de chacune de ces cultures dont on retrouvera des traces par la suite dans le graphisme de ses œuvres.
De retour en France, atteint de tuberculose, il est traité à l’hôpital Grange Blanche de Lyon. Proche de la mort, il vit une expérience de sortie de corps, expérience probablement à l’origine de ses questionnements perpétuels sur la religion, la bible et sur la continuité de l’existence après la mort et de ses personnages en lévitation dans ses tableaux,.
De 1950 à 1953, Jean Leymarie alors conservateur du Musée de Grenoble le guide dans son travail[réf. nécessaire]. En 1954, c’est sa première exposition personnelle à Vichy, suivi début 1956 d’une exposition à Paris chez Madame Chastenet de Gery, à la Galerie des Voyelles . Il est alors remarqué par une grande galerie américaine qui lui commande des tableaux.
La même année, il part pour le Mexique rejoindre son père qu’il n’a pas vu depuis l’âge de trois ans. Il découvre alors l’art Maya, influence que l’on retrouve dans ses peintures abstraites notamment.
À la suite de la signature d’un contrat exclusif avec les « International Galleries » de Chicago, il y expose en 1957, il participe ensuite à deux expositions en 1958, puis en mars 1959, il est exposé parmi 18 grands maîtres français contemporains parmi lesquels Picasso, Chagall et Matisse[réf. nécessaire]. Se succèdent alors de nombreuses expositions importantes sur le territoire américain jusque dans les années 1970  ,
,
,,
.
Une de ses œuvres figure au catalogue du Musée d'art d'Indianapolis,.
Ne supportant plus l’enfermement  dans lequel le met son contrat, il le rompt. À la recherche de la maitrise de la lumière et de la matière, Georges Yatridès effectue des recherches au CEA Grenoble, recherches aboutissant à plusieurs brevets internationaux, portant sur la cigarette et l'exercice physique .
Il applique les résultats de ses recherches à sa peinture ce qui lui permet d’obtenir un rendu de lumière hors du commun sur ses toiles.[réf. nécessaire]
Entre les années 1970 et 1990, il expose à Paris, en Suisse, en Grèce, au Canada, il est l’invité d’honneur en tant que grand maître dans de nombreuses manifestations artistiques,.
Parmi ses nombreuses expositions, on peut citer celle réalisée par le patron du journal Le Progrès de Lyon, qui lui consacre une exposition personnelle en 1973 dans sa galerie Parisienne .
Une exposition rétrospective lui est consacrée en 1979 à Corenc près de Grenoble. Il expose ensuite en 1981 dans la crypte du Sacré-Cœur à Montmartre.
En décembre 1983, il donne une de ses œuvres qui sera vendue aux enchères par Pierre Cornette de Saint-Cyr au bénéfice des enfants polonais .
En 1984 a lieu à Corenc, une nouvelle exposition, où l’on peut voir des metallogrammes, déclinaisons de ses tableaux sur métal.
Plusieurs sources dont Arthur Conte, président de l’ORTF, Alexandre Bourmeyster, sémiologue à l'Université Grenoble III, James L. Crowley, responsable de programme de recherche à l’INRIA, le site cyberarchi  disent qu'il aurait influencé Stanley Kubrick pour le monolithe de son long métrage 2001, l'Odyssée de l'espace (1968).
En 1987, un projet architectural de 60 m de haut pour le Synchrotron de Grenoble basé sur les œuvres de Georges Yatridès est présenté dans le journal Les Affiches de Grenoble et du Dauphiné, mais celui-ci ne verra pas le jour pour des raisons budgétaires.
Surnommé « Un peintre hors du tumulte », par le poète René Char, Georges Yatridès décide au début des années 1990 de se retirer de la scène publique pour continuer à travailler sur une synthèse de ses œuvres.
Isolé du reste du monde, il a réalisé ces 20 dernières années, plus de 350 œuvres de synthèse, recomposition de ses tableaux par différentes techniques à la recherche de l’esthétisme des formes et de l’harmonie des couleurs. Réalisations qu’il a dévoilées en 2013,,.
Il a terminé sa vie dans sa maison en Isère avant de mourir le 28 novembre 2019, à l'âge de 88 ans.

## Quelques œuvres
- L'Oiseau de feu, 40x65 cm, 1950 [4]
- L'Oiseau et l'Absolu, 38x46 cm, 1950 [2]
- Le Buste, 81x65 cm, 1955 [2]
- Petit Déjeuner et Nu, 60x92 cm, 1960
- L’Adolescent et l'Enfant, 100x81 cm, 1963 [4],[2]
- Les Deux Personnages sur la plage, 65x100 cm, 1963 [4],[2]
- Christ, Leica et Orange, 92x73 cm, 1963 [4],[2]
- Vibration essentielle, 97x130 cm, 1982 [3],[2]
- Le triptyque de La Bataille de Jacob avec l’ange, 1982 [3]:
  - Le Combat, 80x130cm
  - Le Mur, 89x116 cm
  - L'Aube, 97x146 cm

## Galerie

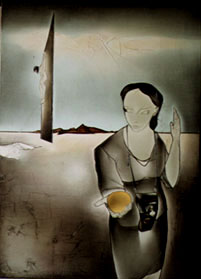
Christ, Leica et orange, 92x73cm, 1963.
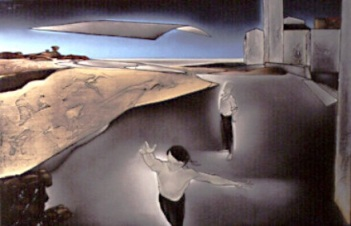
Les Deux Personnages sur la plage, 100x63cm, 1963.
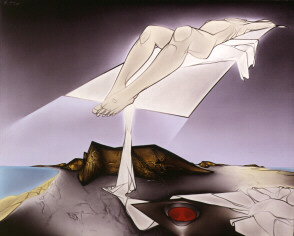
Pain vivant cosmique, 81x110cm, 1978.
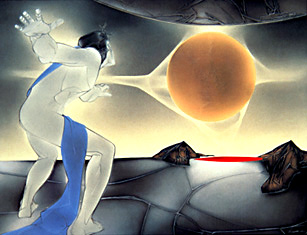
Essential Vibration, 97x130cm, 1982.
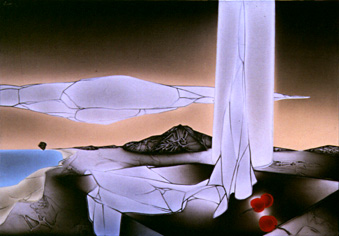
The Spiral Pillar of Time, 65x92cm, 1982.
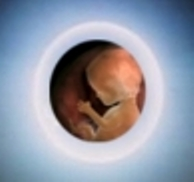
Bowman Embryogenetic Resurrection, non daté.